# Stade Imam-Ali-Timité
 (mars 2025).
Si vous disposez d'ouvrages ou d'articles de référence ou si vous connaissez des sites web de qualité traitant du thème abordé ici, merci de compléter l'article en donnant les références utiles à sa vérifiabilité et en les liant à la section « Notes et références ».
Le stade Imam Ali Timité est un stade de football de Côte d'Ivoire qui se situe dans la ville de Bondoukou. Il peut accueillir 7 000 spectateurs.
C'est le stade où joue le Satellite FC, club de la ville d'Abidjan.